# Spikskogsmadagaskarsångare
Spikskogsmadagaskarsångare (Thamnornis chloropetoides) är en fågel i familjen madagaskarsångare inom ordningen tättingar.

## Utseende och läte
Spikskogsmadagaskarsångare är en udda sångarlik fågel med lång stjärt och lång näbb. Den är större, mer långstjärtad och mer långnäbbad än jeryer. Jämfört med halvökensångaren är den mer grönaktig, med vita spetsar på stjärten men utan suddiga streck på bröstet. Sången består av en stammande drill, ibland följt av mörkare "chup"-toner.

## Utbredning och systematik
Fågeln placeras som enda art i släktet Thamnornis och behandlas som monotypisk, det vill säga att den inte delas in i några underarter. Den återfinns i tropiska och subtropiska torra skogar och buskmarker på Madagaskar.

## Levnadssätt
Arten är den enda i familjen som förekommer i Madagaskars ekoregion kallad spikskogar, torra marker mest innehållande växter från underfamiljen Didiereoideae. Fågeln håller sig ofta gömd i undervegetationen, men kan ses sjunga från en synlig sittplats i toppen av ett träd.

## Status
Arten har ett begränsat utbredningsområde och den tros dessutom minska i antal, dock inte tillräckligt kraftigt för att anses vara hotad. 
IUCN kategoriserar den som livskraftig.